# БММ-70
БММ-70 — украинская бронированная медицинская машина, разработанная на государственном предприятии «Николаевский бронетанковый завод» на основе бронетранспортёра БТР-70ДИ.

## История
Работы по созданию бронированной медицинской машины на основе бронетранспортёра БТР-70ДИ начались в 2008 году, в 2011 году был представлен демонстрационный образец, получивший название БТР-70СМ (в дальнейшем, он был передан на кафедру медицины катастроф и военной медицины Тернопольского медицинского университета).
В 2014 году работы были завершены, в начале лета 2014 года начался выпуск окончательного варианта бронемашины, получившей официальное наименование БММ-70 «Ковчег» (кроме того, в открытой печати встречается неофициальное название бронемашины — «Святий Миколай»).
При изготовлении серийных БММ-70 используется уже готовый бронекорпус советского бронетранспортёра БТР-70 из заводских запасов.
Стоимость производства первого БММ-70 без медицинского оборудования в июле 2014 года составила 650 тыс. гривен.
Всего до конца ноября 2014 года было выпущено шесть БММ-70 (из них четыре были построены на средства государственного бюджета и ещё два — на внебюджетные средства и пожертвования).

## Описание
БММ-70 предназначена для оказания доврачебной помощи и транспортирования раненых (в том числе, тяжелораненных) из труднодоступных районов, зон аварий, стихийных бедствий и боевых действий.
Экипаж бронемашины — 3 человека (водитель, врач и санитар).
Кроме того, БММ-70 может принимать от 7 до 11 раненых (или 11 легкораненых в сидячем положении, или шестерых лежачих «тяжёлых» и троих сидячих «лёгких», или четырёх лежачих и трёх сидячих).
Вооружение отсутствует.
В сравнении с бронетранспортёром БТР-7, внутренний объём корпуса увеличен, внутри установлены носилки, подъёмник для погрузки раненых, медицинское оборудование (операционный стол, аппарат искусственной вентиляции лёгких ДП-9, холодильник, дефибриллятор, ящики для хранения медикаментов и медицинских инструментов и др.) и кондиционер.
На БММ-70 предусмотрена установка комплекта решётчатых противокумулятивных экранов, которые выпускает Николаевский тепловозоремонтный завод. Первый такой комплект был разработан в инициативном порядке, изготовлен и установлен на бронемашину в августе 2014 года.
В феврале 2015 года БММ-70, уже поступившие в подразделения вооружённых сил Украины, начали доукомплектовывать дополнительной полевой аптечкой.
19 марта 2015 года директор Николаевского бронетанкового завода А. М. Швец сообщил, что в конструкцию базовой модели БММ-70 внесены изменения и все ранее выпущенные БММ-70 дооборудовали рукомойником.

## Варианты и модификации
БММ-70 выпускается в двух модификациях:
- с двумя бензиновыми двигателями (стоимость производства, по состоянию на август 2014 — 979 тыс. гривен[2], в конце октября 2014 года — 1 млн гривен[13])
- с двумя дизельными двигателями Iveco (стоимость производства, по состоянию на август 2014 — свыше 1,5 млн гривен)[2]

## На вооружении
- Украина — 29 июля 2014 первый БММ-70[14] был передан 79-й отдельной аэромобильной бригаде[15]. Сообщается, что до конца августа 2014 года было изготовлено шесть БММ-70, заказаны — ещё две машины[2]. По другим данным, производство шестой БММ-70 было завершено лишь 23 октября 2014[13][16][6].